# 52337 Compton
52337 Compton è un asteroide della fascia principale. Scoperto nel 1992, presenta un'orbita caratterizzata da un semiasse maggiore pari a 2,3876184 UA e da un'eccentricità di 0,2286131, inclinata di 1,34075° rispetto all'eclittica.